# Christodoulos Kolomvos
Christodoulos Kolomvos (in greco Χριστόδουλος Κολόμβος?; Patrasso, 26 ottobre 1988) è un pallanuotista e nuotatore greco, di ruolo centroboa, che gioca nell'Enka.

## Biografia

### Squadre di club
Cresce nel Patrasso, squadra della sua città natale, con cui debutta anche in prima squadra e disputa una finale di Coppa di Grecia nel 2005. Nel 2010 si trasferisce all'Olympiakos con cui conquista sette titoli nazionali e altrettante Coppe di Grecia. Nel 2016 è finalista in Eurolega. Nel 2023 - 2024 indossa nuovamente la calottina dell'Enka Istanbul.
Ai tempi del Patrasso Kolomvos prendeva parte anche alle gare nazionali di nuoto, specializzandosi nello stile a farfalla.

### Nazionale
Ha vinto la medaglia di bronzo ai mondiali di Kazan' 2015, e nella world league di Huizhou 2016.
Ai Giochi del Mediterraneo di Tarragona 2018 ha vinto la medaglia d'argento.
Ha rappresentato la Grecia ai Giochi olimpici estivi di Tokyo 2020, vincendo la medaglia d'argento. 

## Palmarès

### Club
- Campionato greco: 7

Olympiakos: 2010-11, 2012-13, 2013-14, 2014-15, 2015-16, 2021-22, 2022-23
- Coppa di Grecia: 7

Olympiakos: 2010-11, 2012-13, 2013-14, 2014-15, 2015-16, 2021-22, 2022-23
- Campionato turco: 3

Enka: 2018, 2019, 2021

### Nazionale
- Giochi olimpici

Tokyo 2020: argento;
- Mondiali

Kazan' 2015: bronzo;
- FINA Water Polo World League

Huizhou 2016: bronzo;
- Giochi del Mediterraneo

Tarragona 2018: argento;